# Allemans-du-Dropt
Pour les articles homonymes, voir Allemans.
Allemans-du-Dropt [almɑ̃ dy dʁo] est une commune du Sud-Ouest de la France, située dans le département de Lot-et-Garonne, en région Nouvelle-Aquitaine.

## Géographie

### Localisation
Située dans la Guyenne en Agenais, dans le nord du département de Lot-et-Garonne, à proximité des départements voisins, la Dordogne au nord-est et la Gironde à l'ouest, la commune est traversée par le Dropt, rivière qui arrose et draine sa vallée d'est en ouest, du Périgord à l'Entre-deux-Mers girondin.

### Communes limitrophes
Les communes limitrophes sont  Cambes, Monteton, Moustier, Pardaillan, Puysserampion et Roumagne.
| Pardaillan (par un quadripoint) | Moustier          |               |
| Monteton                        | Allemans-du-Dropt | Roumagne      |
|                                 | Cambes            | Puysserampion |

### Climat
Pour des articles plus généraux, voir Climat de la Nouvelle-Aquitaine et Climat de Lot-et-Garonne.
Historiquement, la commune est exposée à un climat océanique aquitain.  
En 2020, Météo-France publie une typologie des climats de la France métropolitaine dans laquelle la commune est exposée à un climat océanique et est dans la région climatique Aquitaine, Gascogne, caractérisée par une pluviométrie abondante au printemps, modérée en automne, un faible ensoleillement au printemps, un été chaud (19,5 °C), des vents faibles, des brouillards fréquents en automne et en hiver et des orages fréquents en été (15 à 20 jours).
Pour la période 1971-2000, la température annuelle moyenne est de 13 °C, avec une amplitude thermique annuelle de 15,3 °C. Le cumul annuel moyen de précipitations est de 796 mm, avec 11,1 jours de précipitations en janvier et 6,7 jours en juillet. Pour la période 1991-2020, la température moyenne annuelle observée sur la station météorologique la plus proche, située sur la commune de Verteuil-d'Agenais à 20,59 km à vol d'oiseau, est de 13,8 °C et le cumul annuel moyen de précipitations est de 821,3 mm,. Pour l'avenir, les paramètres climatiques de la commune estimés pour 2050 selon différents scénarios d’émission de gaz à effet de serre sont consultables sur un site dédié publié par Météo-France en novembre 2022.

## Urbanisme

### Typologie
Au 1er janvier 2024, Allemans-du-Dropt est catégorisée commune rurale à habitat dispersé, selon la nouvelle grille communale de densité à sept niveaux définie par l'Insee en 2022.
Elle est située hors unité urbaine et hors attraction des villes,.

### Occupation des sols

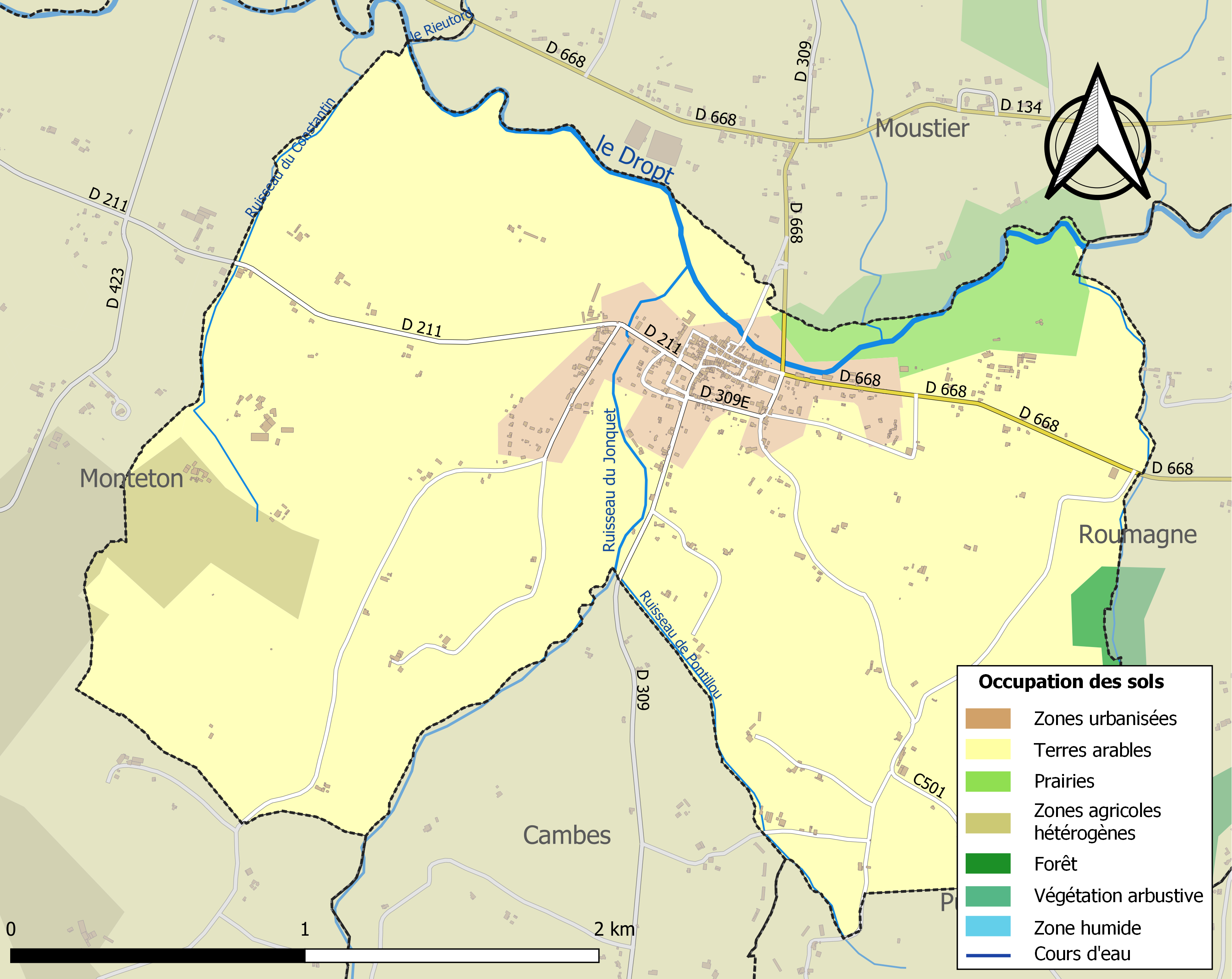
Carte des infrastructures et de l'occupation des sols de la commune en 2018 (CLC).

L'occupation des sols de la commune, telle qu'elle ressort de la base de données européenne d’occupation biophysique des sols Corine Land Cover (CLC), est marquée par l'importance des territoires agricoles (90,8 % en 2018), une proportion sensiblement équivalente à celle de 1990 (91,2 %). La répartition détaillée en 2018 est la suivante : 
terres arables (83,6 %), zones urbanisées (6,8 %), zones agricoles hétérogènes (3,7 %), prairies (3,5 %), forêts (2,4 %). L'évolution de l’occupation des sols de la commune et de ses infrastructures peut être observée sur les différentes représentations cartographiques du territoire : la carte de Cassini (XVIIIe siècle), la carte d'état-major (1820-1866) et les cartes ou photos aériennes de l'IGN pour la période actuelle (1950 à aujourd'hui).

### Risques majeurs
Le territoire de la commune d'Allemans-du-Dropt est vulnérable à différents aléas naturels : météorologiques (tempête, orage, neige, grand froid, canicule ou sécheresse), inondations, mouvements de terrains et séisme (sismicité très faible). Un site publié par le BRGM permet d'évaluer simplement et rapidement les risques d'un bien localisé soit par son adresse soit par le numéro de sa parcelle.
Certaines parties du territoire communal sont susceptibles d’être affectées par le risque d’inondation par une crue à  débordement lent de cours d'eau, notamment le Dropt . La commune a été reconnue en état de catastrophe naturelle au titre des dommages causés par les inondations et coulées de boue survenues en 1982, 1983, 1994, 1999 et 2009,.
Les mouvements de terrains susceptibles de se produire sur la commune sont des tassements différentiels.

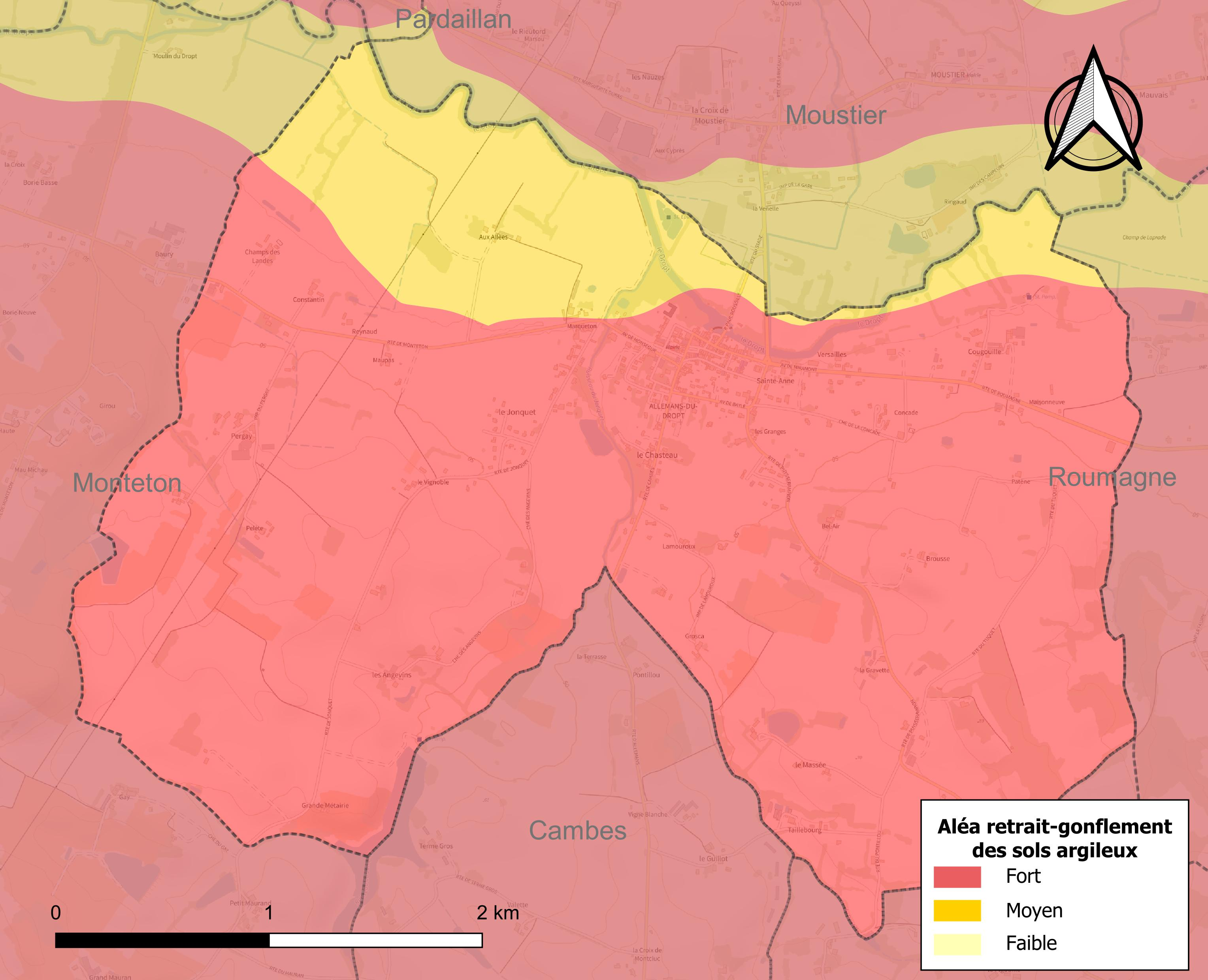
Carte des zones d'aléa retrait-gonflement des sols argileux d'Allemans-du-Dropt.

Le retrait-gonflement des sols argileux est susceptible d'engendrer des dommages importants aux bâtiments en cas d’alternance de périodes de sécheresse et de pluie. La totalité de la commune est en aléa moyen ou fort (91,8 % au niveau départemental et 48,5 % au niveau national). Depuis le 1er octobre 2020, en application de la loi ELAN, différentes contraintes s'imposent aux vendeurs, maîtres d'ouvrages ou constructeurs de biens situés dans une zone classée en aléa moyen ou fort,.
Concernant les mouvements de terrains, la commune a été reconnue en état de catastrophe naturelle au titre des dommages causés par la sécheresse en 2011 et 2017 et par des mouvements de terrain en 1999.

## Toponymie
La commune doit son nom à une tribu germanique d'Alamans qui l'aurait envahi au début du VIe siècle.
En 1896, pour distinguer Allemans de ses nombreux homonymes, la terminaison du-Dropt est ajoutée, par décret, au nom. Le village faillit perdre ce nom lors de la Première Guerre mondiale afin de réprouver la conduite des Allemands.
En occitan, le nom de la commune est Alamans de Dròt.

## Histoire
Le village est situé sur la rive gauche du Dropt, rivière frontalière qui séparait le pays des Nitiobroges de celui des Pétrocoriens.
La date de fondation ne peut en être précisée. Le plus ancien document qui pourrait prouver son existence remonte à l'époque carolingienne, en l'an 817. Dans son pouillé de 1520, Valéri parle d'Allemans le Vieux, ce qui semble déjà, pour cette époque, conférer une certaine ancienneté à ce village.

## Politique et administration

### Liste des maires
| Période                                  | Période   | Identité          | Étiquette | Qualité                                |
| ---------------------------------------- | --------- | ----------------- | --------- | -------------------------------------- |
| mars 2001                                | mars 2008 | Robert Polèse     |           |                                        |
| mars 2008                                | mars 2014 | Jean-Pierre Domec |           | Médecin                                |
| mars 2014                                | En cours  | Émilien Roso      | LR        | Président de la Communauté de communes |
| Les données manquantes sont à compléter. |           |                   |           |                                        |

### Jumelages
- Dietwiller (France) depuis 1992

## Démographie
L'évolution du nombre d'habitants est connue à travers les recensements de la population effectués dans la commune depuis 1793. Pour les communes de moins de 10 000 habitants, une enquête de recensement portant sur toute la population est réalisée tous les cinq ans, les populations de référence des années intermédiaires étant quant à elles estimées par interpolation ou extrapolation. Pour la commune, le premier recensement exhaustif entrant dans le cadre du nouveau dispositif a été réalisé en 2004.

En 2022, la commune comptait 486 habitants, en évolution de −2,02 % par rapport à 2016 (Lot-et-Garonne : −0,18 %, France hors Mayotte : +2,11 %).
| 1793 | 1800 | 1806 | 1821 | 1831 | 1836 | 1841 | 1846 | 1851 |
| ---- | ---- | ---- | ---- | ---- | ---- | ---- | ---- | ---- |
| 765  | 491  | 620  | 710  | 731  | 735  | 712  | 717  | 706  |

| 1856 | 1861 | 1866 | 1872 | 1876 | 1881 | 1886 | 1891 | 1896 |
| ---- | ---- | ---- | ---- | ---- | ---- | ---- | ---- | ---- |
| 704  | 690  | 678  | 672  | 664  | 664  | 667  | 628  | 704  |

| 1901 | 1906 | 1911 | 1921 | 1926 | 1931 | 1936 | 1946 | 1954 |
| ---- | ---- | ---- | ---- | ---- | ---- | ---- | ---- | ---- |
| 692  | 675  | 678  | 573  | 556  | 585  | 557  | 565  | 560  |

| 1962 | 1968 | 1975 | 1982 | 1990 | 1999 | 2004 | 2006 | 2009 |
| ---- | ---- | ---- | ---- | ---- | ---- | ---- | ---- | ---- |
| 569  | 537  | 536  | 455  | 455  | 447  | 449  | 457  | 477  |

| 2014 | 2019 | 2022 | - | - | - | - | - | - |
| ---- | ---- | ---- | - | - | - | - | - | - |
| 495  | 487  | 486  | - | - | - | - | - | - |

## Cinéma
Plusieurs films et séries ont été tournés dans la commune et en particulier : 
- 2012 : La Dune de Yossi Aviram.

## Culture locale et patrimoine

### Lieux et monuments
- Ancien château : en réalité, il ne reste que l'aile gauche de celui-ci dont le corps principal, parallèle au Dropt, rejoignait le donjon. Il date du XVIIe siècle et les communs, qui longent la rue, du XVIIIe.

La tour du Château faisait partie d'un donjon du XIIe qui en comportait quatre et est inscrite depuis 1984 au titre des monuments historiques.
- L'église Saint-Eutrope est d'architecture romane, comporte une nef et des bas-côtés plus récents, et son clocher a été restauré au XIXe siècle ; elle est classée au titre des monuments historiques[25].

L'église abrite un ensemble de fresques peintes entre le XVe et le XVIe siècle ; celles représentant la Passion du Christ, le Jugement dernier et l'Enfer et qui ont été restaurées, sont classées au titre objet des monuments historiques,.
- Halle en bois, dite « halle intérieure », construite au XVe siècle.
- Halle à 14 piliers en pierre de taille, dite « halle aux prunes », rebâtie en 1856 après un incendie.
- Pigeonnier sur piliers du XVIIe.
- Moulin qui existait déjà en 1490 : il s'agit de l'ancienne minoterie Vasseau qui a cessé son activité en 1967.

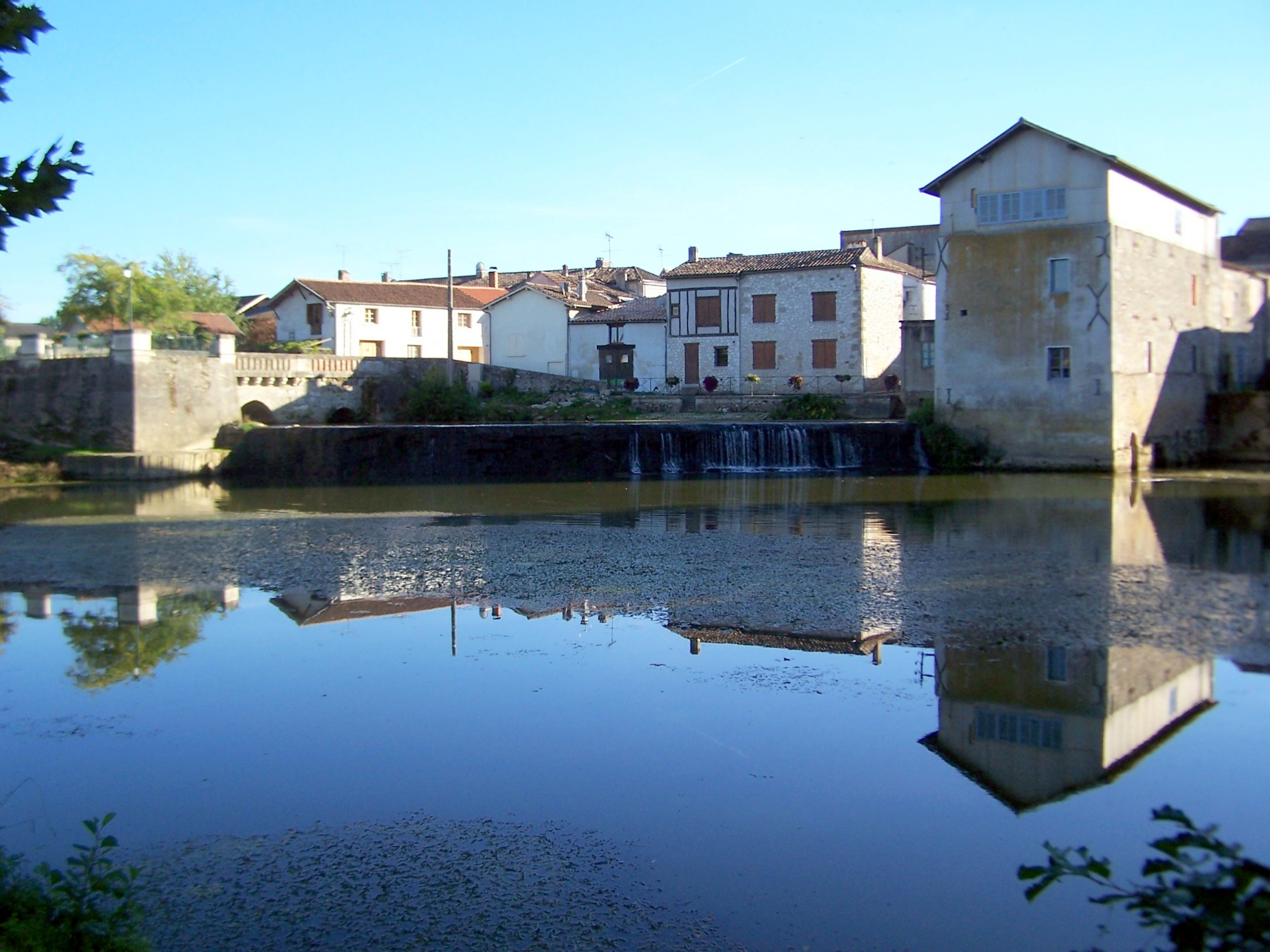
Pont, déversoir et ancien moulin sur le Dropt.
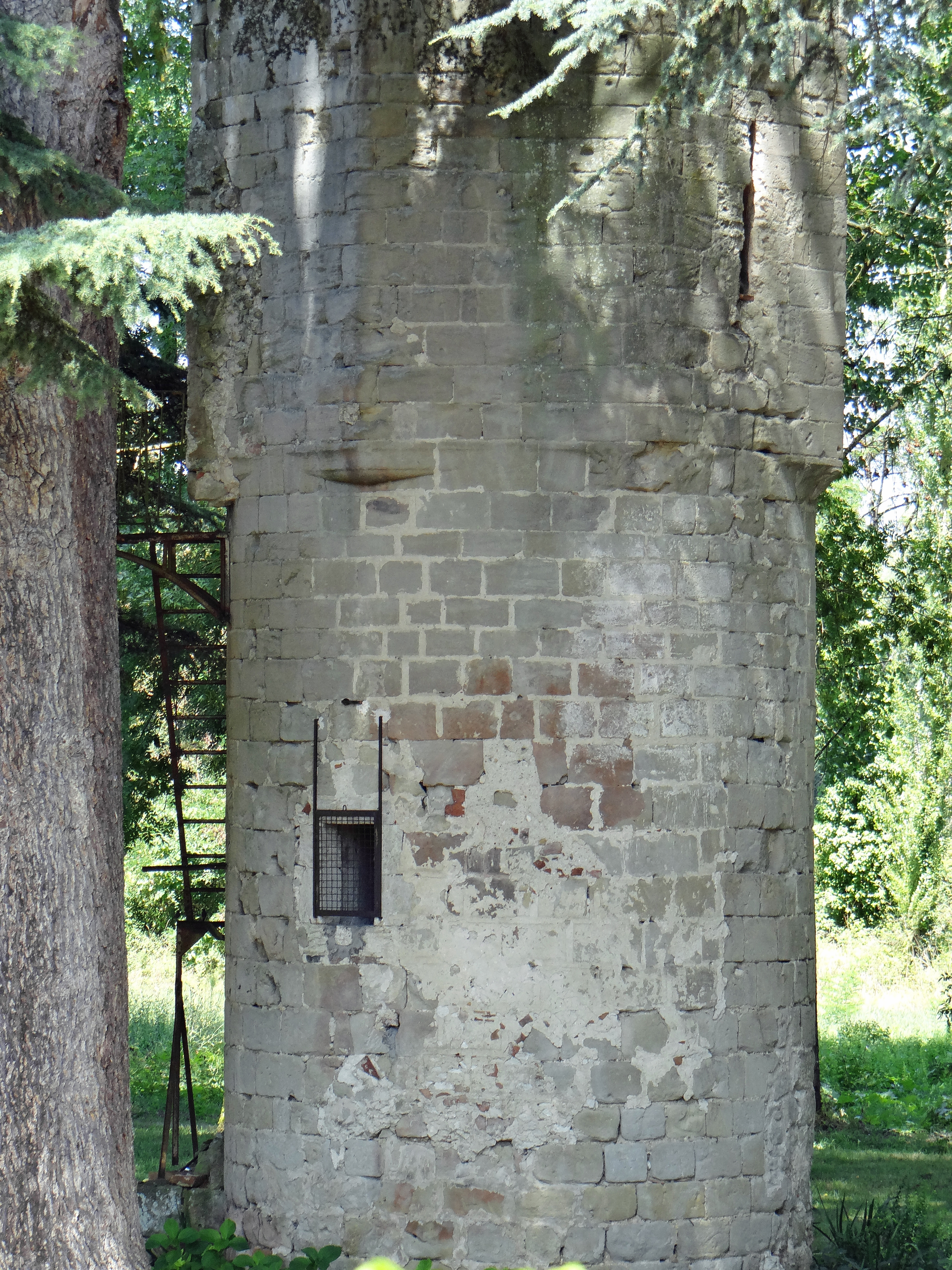
Tour de l'ancien château.
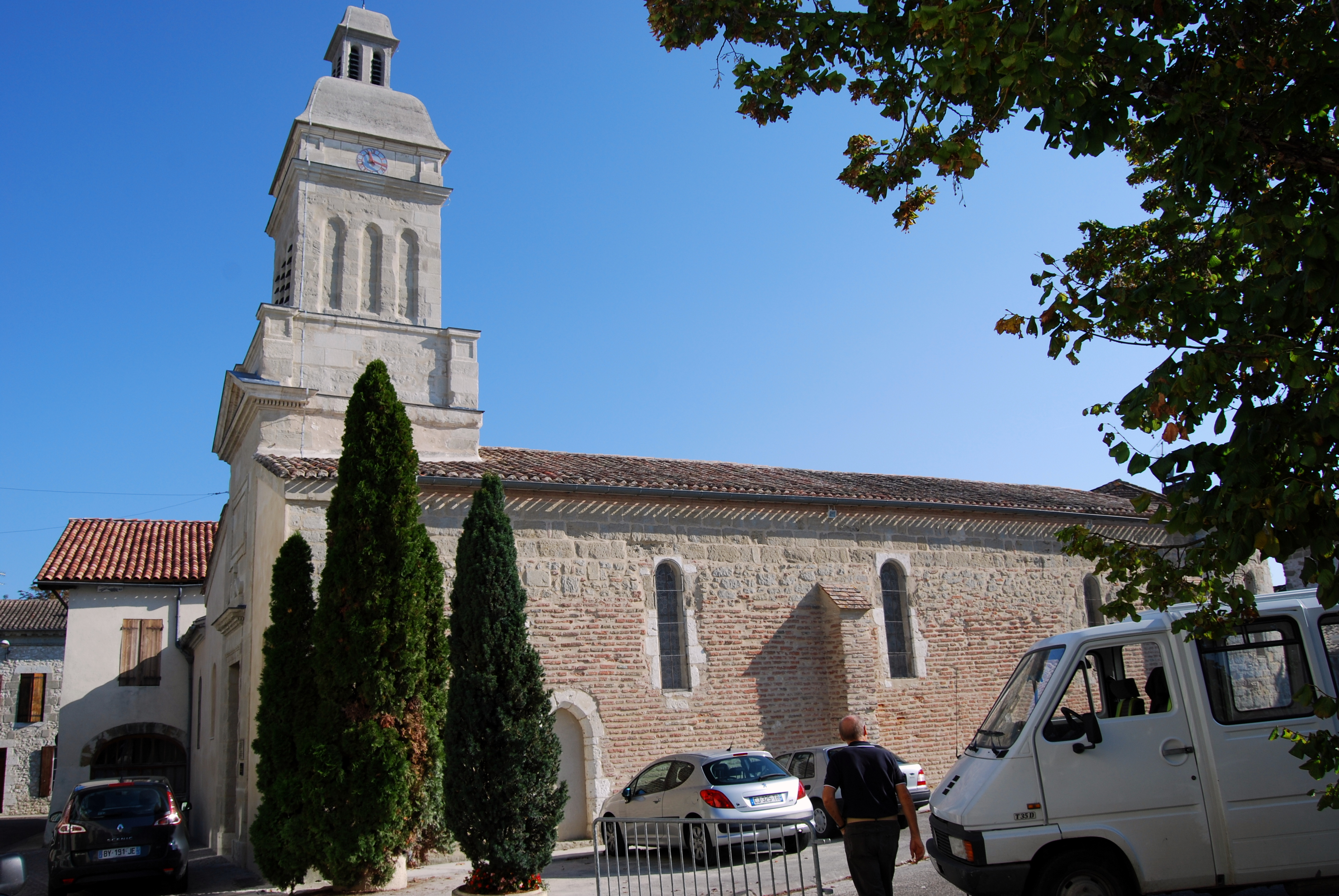
L'église Saint-Eutrope.
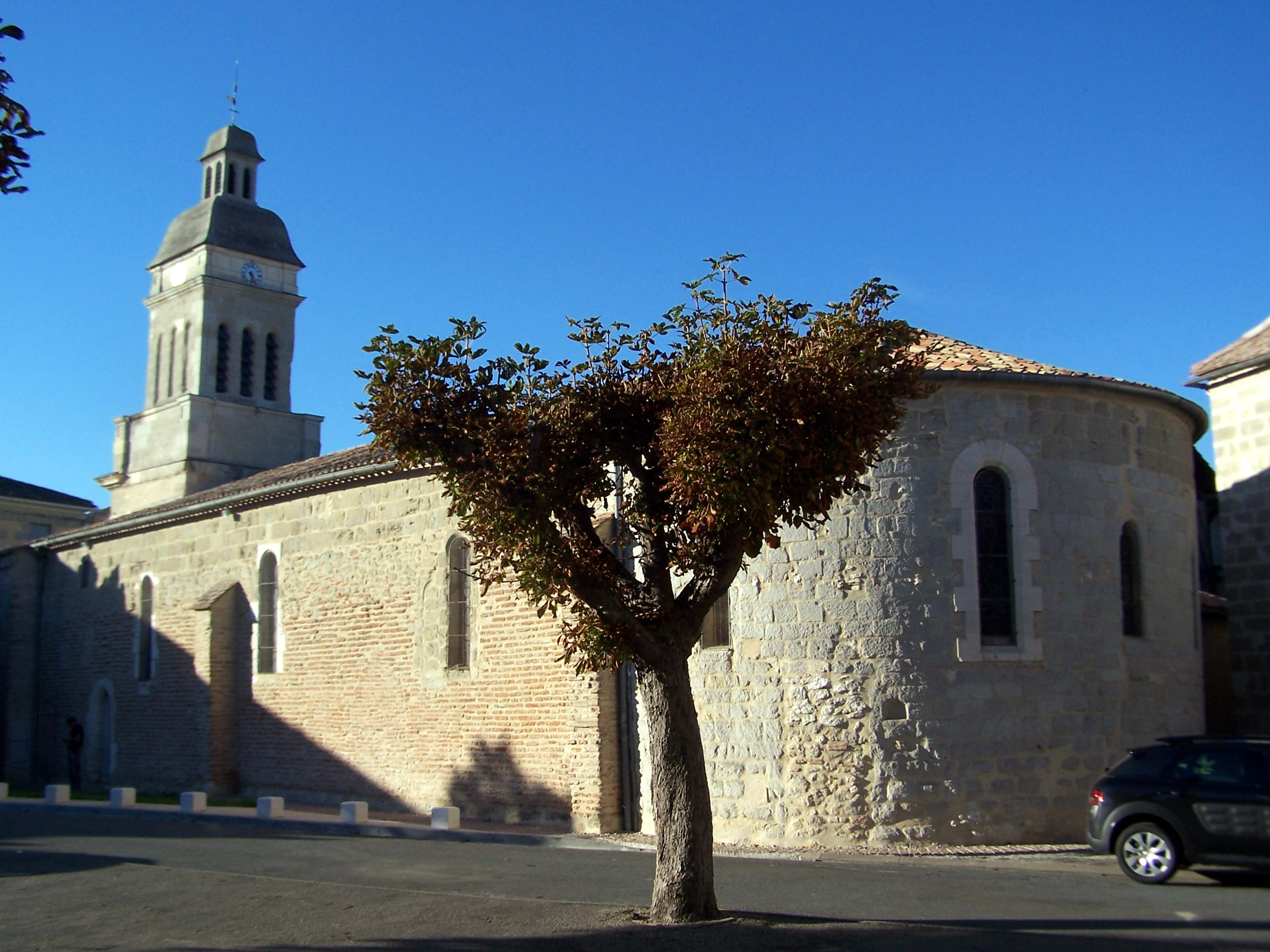
L'église Saint-Eutrope, vue sud-est.
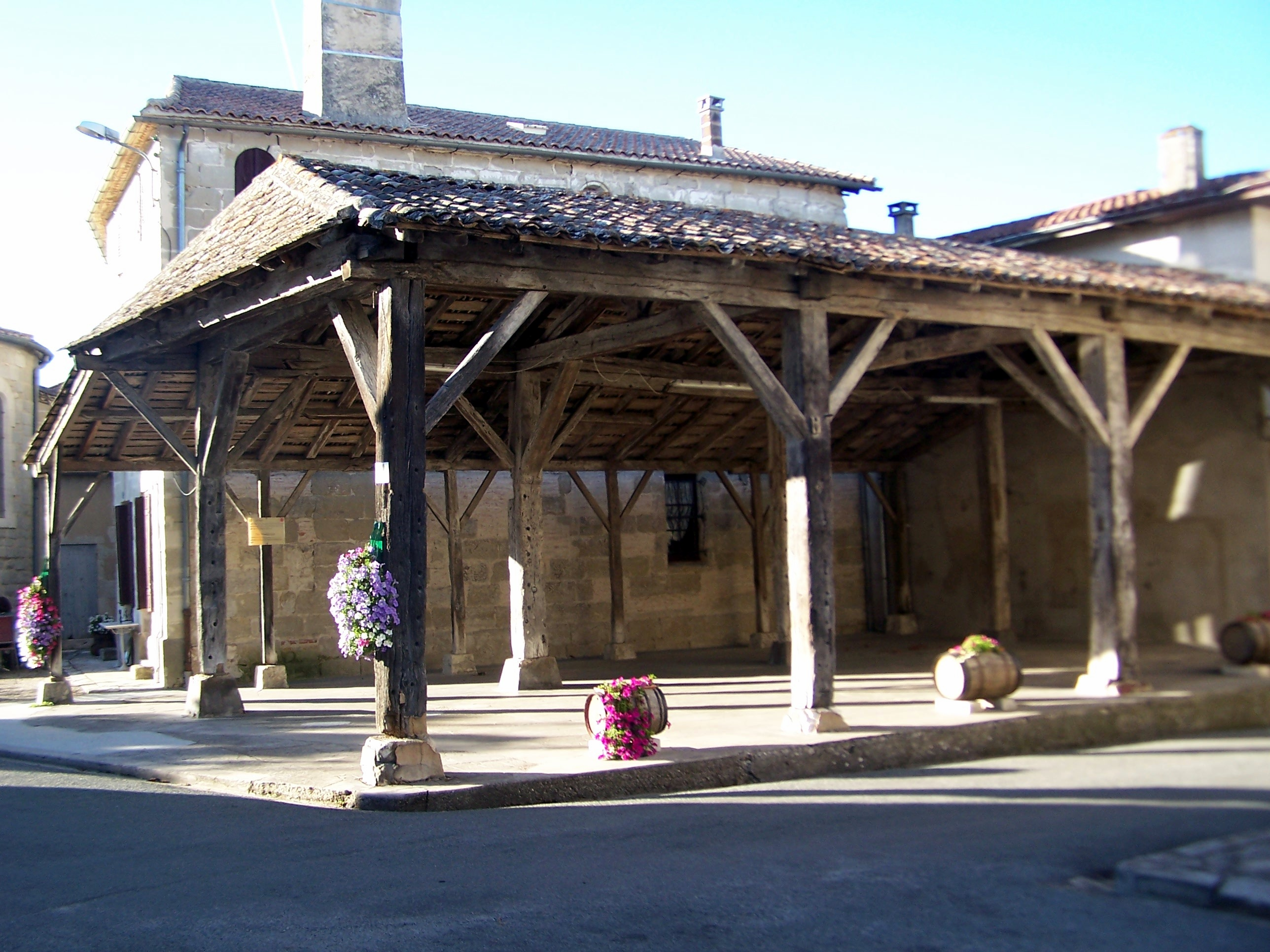
La halle intérieure.
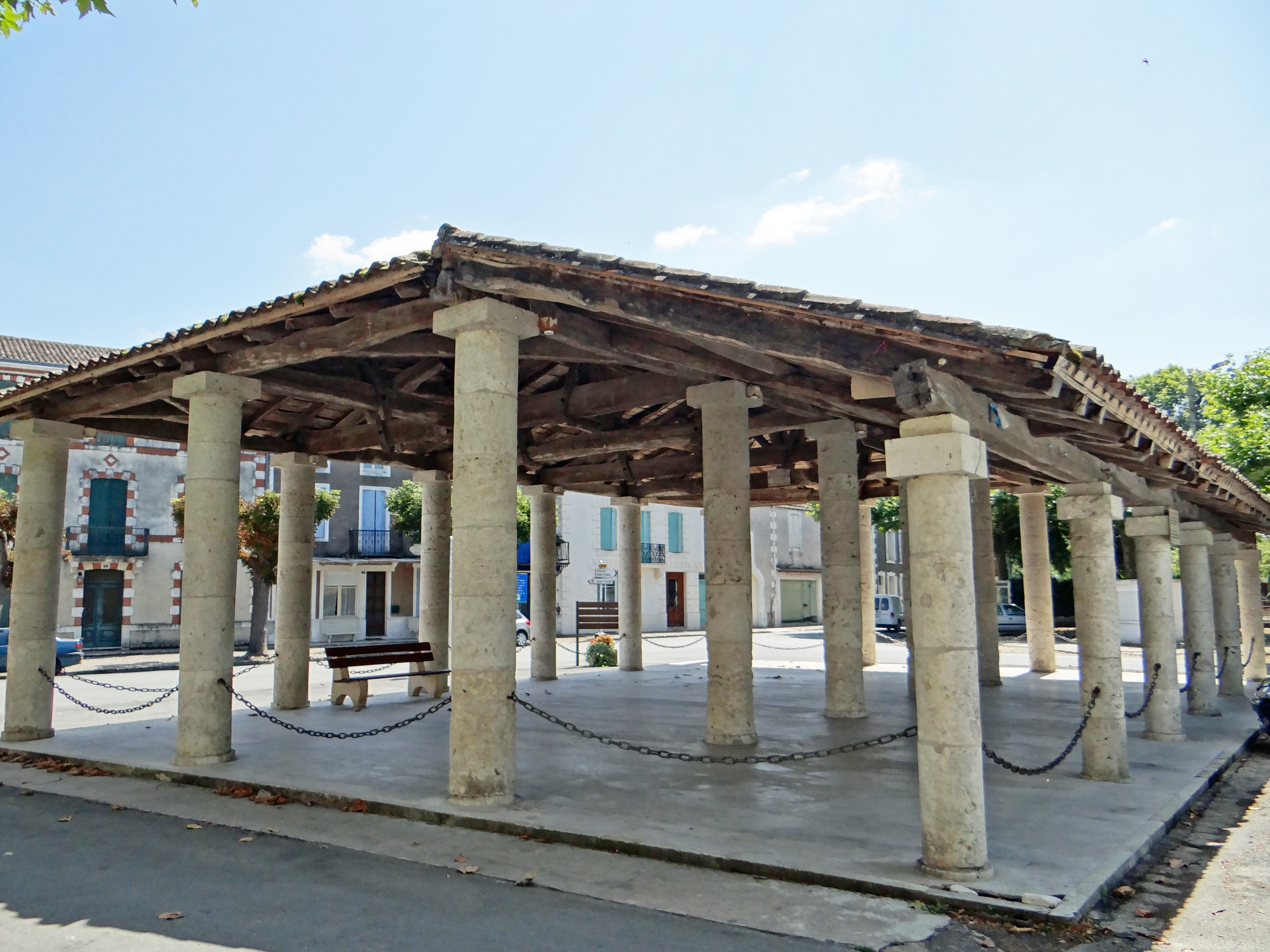
La halle aux prunes.

### Personnalités liées à la commune
- Pierre Deluns-Montaud, député de Lot-et-Garonne, ministre des Travaux publics, homme de lettres et journaliste (5 juin 1845, Allemans-du-Dropt - 8 novembre 1907, Paris)

### Héraldique
| Blason de Allemans-du-Dropt | Blason  | De gueules à la gerbe de blé d’or accompagnée de trois molettes d’éperons de huit rais du même. |
| Blason de Allemans-du-Dropt | Détails | Le statut officiel du blason reste à déterminer.                                                |